# Lecomtella
Lecomtella is een geslacht uit de grassenfamilie (Poaceae). De enig soort uit dit geslacht (Lecomtella madagascariensis) komt voor op Madagaskar.